# Lasioglossum absimile
Lasioglossum absimile là một loài Hymenoptera trong họ Halictidae. Loài này được Sandhouse mô tả khoa học năm 1924. Loài này phân bố ở Hoa Kỳ.